# Bowe Bergdahl

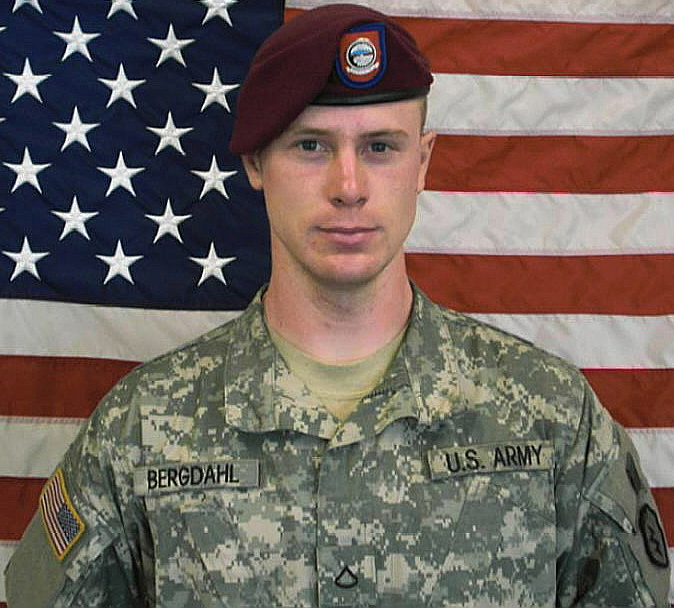

Robert Beaudry "Bowe" Bergdahl, född 28 mars 1986 i Sun Valley, Idaho, är en soldat i den amerikanska armén som tillfångatogs av taliban-allierade Haqqani-nätverket i juni 2009 och släpptes den 31 maj 2014.
Bergdahl rapporterades saknad den 30 juni 2009. Sedan dess hade talibanerna publicerat flera videor som visar honom i fångenskap. Talibanerna krävde stora summor lösen och att flera terrorister skulle släppas innan Bergdahl kunde bli fri. De flesta som önskades frisläppta var från Afghanistan och hölls på Guantanamo Bay. 
Bergdahl släpptes den 31 maj 2014, efter att USA gått med på ett utbyte mot fem talibanfångar. Förhandlingarna sköttes med emiren av Qatar, Tamim bin Hamad, som mellanhand.
Bowe Bergdahl har både svenskt och norskt påbrå.